# 京都府立清新高等学校
京都府立清新高等学校（きょうとふりつせいしんこうとうがっこう）は、京都府京丹後市弥栄町黒部に所在する公立高等学校。

## 設置学科
- 総合学科

## 沿革

### 略歴
丹後地域の少子化に伴い、2020年（令和2年）4月に京都府立宮津高等学校伊根分校、京都府立網野高等学校間人分校、京都府立峰山高等学校弥栄分校の3校を統合し、峰山高校弥栄分校内に開校した。

### 年表
- 2020年（令和2年）4月 - 京都府立峰山高等学校弥栄分校内にて開校
- 2022年（令和4年）4月 - 弥栄分校閉校[2]により単独校となる

## 交通アクセス
- 丹海バス 清新高校前 徒歩2分